# Čađavac (Bośnia i Hercegowina)
Čađavac – wieś w Bośni i Hercegowinie, w dystrykcie Brczko. W 2013 roku liczyła 72 mieszkańców, z czego większość stanowili Chorwaci.